# Lipromima
Lipromima là một chi bọ cánh cứng trong họ Chrysomelidae.
Chi này được miêu tả khoa học năm 1924 bởi Heikertinger.

## Các loài
Các loài trong chi này gồm:
- Lipromima confusa Medvedev, 1993
- Lipromima ornata Medvedev, 1993